# Gnathia dentata
Gnathia dentata är en kräftdjursart som först beskrevs av Georg Ossian Sars 1872.  Gnathia dentata ingår i släktet Gnathia och familjen Gnathiidae. Arten är reproducerande i Sverige. Inga underarter finns listade i Catalogue of Life.